# Élections régionales de 1980 dans les Abruzzes
Les élections régionales de 1980 dans les Abruzzes (en italien : Elezioni regionali in Abruzzo del 1980) se tiennent les 8 et 9 juin 1980 afin d'élire les 40 membres de la IIIe législature du conseil régional des Abruzzes.
Le scrutin voit la victoire à la majorité relative de la Démocratie chrétienne (DC).

## Contexte
La région des Abruzzes constitue un fief de la Démocratie chrétienne (DC).
Lors des élections régionales de juin 1975, la DC remporte 42,5 % des voix et 18 sièges sur 40, manquant de gouverner seule à trois sièges près. Elle devance ainsi le Parti communiste italien (PCI), dont la force électorale atteint 30,3 % des suffrages et 13 conseillers, soit une progression d'un tiers de sa représentation. La troisième place revient au Parti socialiste italien (PSI), qui totalise 10,2 % des exprimés et quatre élus. Il est suivi du Mouvement social italien – Droite nationale (MSI-DN), qui fait élire deux conseillers après avoir réuni 6,5 %. Le Parti social-démocrate italien (PSDI) le talonne donc, puisqu'il compte également deux élus et 6,2 % des voix.
Le démocrate chrétien Felice Spadaccini est ensuite investi président de la junte régionale après avoir confirmé la coalition alors au pouvoir avec le PSI, le PSDI et le Parti républicain italien (PRI).
Aux élections générales anticipées de juin 1976, le paysage politique régional se trouve globalement confirmé. Dans la circonscription de L'Aquila de la Chambre des députés, qui correspond au territoire des Abruzzes, la DC reste largement dominante avec 44,2 % des voix et sept députés sur 14, devant le PCI, ses 34,9 % et ses cinq élus. Le PSI reste la troisième force politique en réunissant 7,8 % des exprimés et un siège, devant le MSI-DN, qui remporte 6,3 % des suffrages et un mandat également. Au Sénat de la République, les démocrates chrétiens confirment avec 45,3 % et quatre sénateurs sur sept, contre 34,1 % et trois élus aux communistes. Les socialistes, qui réunissent 8,3, % et les néofascistes, qui obtiennent 6,7 %, sont exclus de la chambre haute du Parlement italien.
Romeo Ricciuti devient le nouveau président de la junte régionale le 1er mars 1977, après avoir maintenu l'alliance qui unit la DC, le PSI, le PSDI et le PRI.
Lors des élections générales anticipées de juin 1979, le panorama politique régional est réaffirmé. Dans la circonscription de L'Aquila, la Démocratie chrétienne remporte 45,7 % des voix et sept députés sur 14, contre 31,1 % et cinq sièges au Parti communiste. Toujours troisième force politique des Abruzzes, le Parti socialiste réunit 7,6 % et un élu, devant le Mouvement social, qui totalise lui 5,9 % des suffrages et un seul mandat. Au Sénat de la République, seuls la DC — 46,4 % et quatre sénateurs — et le PCI — 31,7 % des voix et trois sièges — accèdent à la représentation parlementaire.

## Mode de scrutin
Le conseil régional des Abruzzes (en italien : Consiglio Regionale dell'Abruzzo) est constitué de 40 conseillers élus pour cinq ans au scrutin proportionnel avec vote préférentiel et sans seuil électoral dans quatre circonscriptions plurinominales qui correspondent aux provinces.
Chaque électeur peut exprimer jusqu'à trois votes de préférence sur la liste à qui il accorde son suffrage. Les mandats sont ensuite répartis à la proportionnelle d'Hagenbach-Bischoff. Les sièges sont ensuite pourvus par les candidats comptant le plus grand nombre de voix préférentielles.
Les mandats qui n'ont pas été attribués à l'issue du premier décompte et les voix qui n'ont pas été utilisées sont rassemblés au niveau régional et distribués à la proportionnelle de Hare. Ils sont attribués, pour chaque parti, dans les provinces en fonction du ratio entre les votes restants et le total des suffrages exprimés.

### Répartition des sièges
| Provinces | Sièges | +/-           |  |
| Chieti    | 13     | 1             |  |
| L'Aquila  | 9      | 2             |  |
| Pescara   | 9      | 1             |  |
| Teramo    | 9      | en stagnation |  |
| Total     | 40     | en stagnation |  |

## Campagne

### Principales forces politiques
| Parti | Parti                                                                                     | Idéologie                                                       |
| ----- | ----------------------------------------------------------------------------------------- | --------------------------------------------------------------- |
|       | Démocratie chrétienne Democrazia Cristiana                                                | Centre Démocratie chrétienne, antifascisme, anticommunisme      |
|       | Parti communiste italien Partito Comunista Italiano                                       | Gauche Communisme, eurocommunisme, marxisme-léninisme           |
|       | Parti socialiste italien Partito Socialista Italiano                                      | Centre gauche Socialisme, social-démocratie, social-libéralisme |
|       | Mouvement social italien – Droite nationale Movimento Sociale Italiano - Destra Nazionale | Extrême droite Néofascisme, nationalisme, anticommunisme        |
|       | Parti social-démocrate italien Partito Socialista Democratico Italiano                    | Centre gauche Social-démocratie, socialisme                     |

## Résultats

### Voix et sièges
|                        |                                                      |           |       |               |        |               |  |  |  |  |  |  |  |  |
| Parti                  | Parti                                                | Voix      | %     | +/-           | Sièges | +/-           |  |  |  |  |  |  |  |  |
|                        | Démocratie chrétienne (DC)                           | 355 246   | 45,77 | 3,27          | 20     | 2             |  |  |  |  |  |  |  |  |
|                        | Parti communiste italien (PCI)                       | 213 823   | 27,55 | 2,78          | 12     | 1             |  |  |  |  |  |  |  |  |
|                        | Parti socialiste italien (PSI)                       | 84 132    | 10,84 | 0,65          | 4      | en stagnation |  |  |  |  |  |  |  |  |
|                        | Mouvement social italien – Droite nationale (MSI-DN) | 45 669    | 5,88  | 0,57          | 2      | en stagnation |  |  |  |  |  |  |  |  |
|                        | Parti social-démocrate italien (PSDI)                | 35 605    | 4,59  | 1,59          | 1      | 1             |  |  |  |  |  |  |  |  |
|                        | Parti républicain italien (PRI)                      | 18 976    | 2,59  | en stagnation | 1      | en stagnation |  |  |  |  |  |  |  |  |
|                        | Parti libéral italien (PLI)                          | 11 496    | 1,48  | 0,29          | 0      | en stagnation |  |  |  |  |  |  |  |  |
|                        | Parti d'unité prolétarienne (PdUP)                   | 9 916     | 1,28  | Nv.           | 0      | en stagnation |  |  |  |  |  |  |  |  |
|                        | Parti progressiste des Abruzzes (PPdA)               | 1 256     | 0,16  | Nv.           | 0      | en stagnation |  |  |  |  |  |  |  |  |
|                        |                                                      |           |       |               |        |               |  |  |  |  |  |  |  |  |
| Votes valides          | Votes valides                                        | 776 119   | 93,75 |               |        |               |  |  |  |  |  |  |  |  |
| Votes blancs et nuls   | Votes blancs et nuls                                 | 51 701    | 6,25  |               |        |               |  |  |  |  |  |  |  |  |
| Total                  | Total                                                | 827 820   | 100   | -             | 40     | en stagnation |  |  |  |  |  |  |  |  |
| Abstention             | Abstention                                           | 178 182   | 17,71 |               |        |               |  |  |  |  |  |  |  |  |
| Inscrits/Participation | Inscrits/Participation                               | 1 006 002 | 82,29 |               |        |               |  |  |  |  |  |  |  |  |

### Conséquences
Romeo Ricciuti est réinvesti président de la junte régionale après avoir formé une coalition entre la DC, le PSI et le PRI.